# Denisia obscurella
Denisia obscurella is een vlinder uit de familie sikkelmotten (Oecophoridae). De wetenschappelijke naam is voor het eerst geldig gepubliceerd in 1937 door Brandt.
De soort komt voor in Europa.